# Mordellistena trinotata
Mordellistena trinotata là một loài bọ cánh cứng trong họ Mordellidae. Loài này được Píc miêu tả khoa học năm 1929.